# Panspermie

Panspermie

Panspermie je hypotéza o vzniku života na Zemi předpokládající, že byl přinesen z vesmíru mikroorganismy, které v podobě spór putují kosmickým prostorem a v příznivých podmínkách se pokoušejí uchytit. Samotné slovo panspermie vychází z řeckého πάν (pan, „vše“) a σπέρμα (sperma, „semeno“). První úvahy na toto téma lze vysledovat kolem roku 450 př. n. l. u řeckého filosofa Anaxagora. V pozměněné podobě se hypotéza opět objevila v 19. století (Jöns Jacob Berzelius, William Thomson, Hermann von Helmholtz) a na začátku 20. století ji do hloubky rozpracoval švédský chemik a fyzik Svante Arrhenius. Vlivnými propagátory pak byli Fred Hoyle a Chandra Wickramasinghe. Myšlenka, že mikroorganismy šíří tlak záření (radiopanspermie), kterou uvedl Arrhenius, byla zkritizována, protože záření v kosmu mikroorganismy také zabíjí. K přenosu je tak nutné šíření v pevné látce (litopanspermie). Teorie pseudo-panspermie pak navrhuje, že jisté důležité molekuly (a nikoli přímo život), které byly třeba k vývoji života, byly přineseny z vesmíru. Například kyanidové sloučeniny z meteoritů.